# Sân bay quốc gia Ronald Reagan Washington

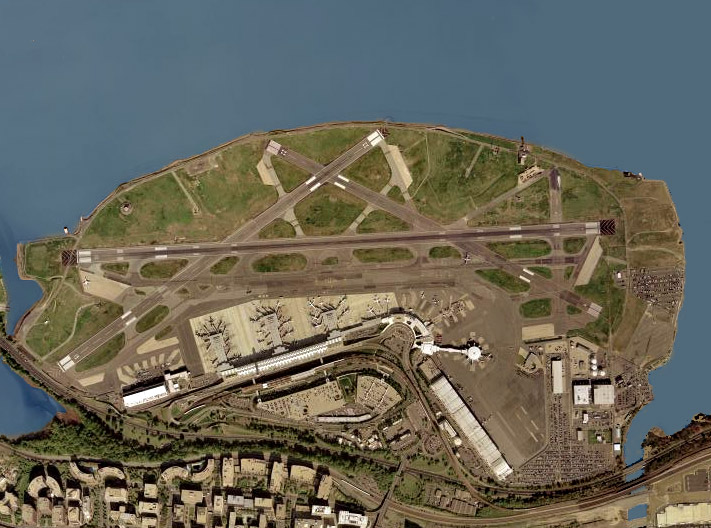
Washington national airport

Sân bay quốc gia Ronald Reagan Washington (mã sân bay IATA: DCA, mã sân bay ICAO: KDCA, LID FAA: DCA) là một sân bay công cộng nằm 4,8 km về phía nam của trung tâm thành phố Washington, D.C, ở quận Arlington, Virginia. Nó là sân bay  thương mại sân bay gần Washington, D.C nhất. Trong nhiều thập kỷ, nó được gọi là Sân bay Washington National, nhưng sân bay này đã được đổi tên vào năm 1998 để vinh danh cựu Tổng thống Ronald Reagan.
Với một vài ngoại lệ, các chuyến bay vào và ra khỏi DCA không được phép vượt quá 1.250 dặm quy chế (2.010 km) bay không liên tục vòng tròn, trong một nỗ lực để kiểm soát tiếng ồn hàng không và hướng khối lượng giao thông hàng không đến sân bay lớn lớn hơn nhưng xa hơn, sân bay quốc tế Dulles. Năm 2006, sân bay phục vụ khoảng 18,5 triệu lượt hành khách. Sân bay quốc gia Reagan là một thành phố tập trung cho US Airways, hãng lớn nhất của sân bay Reagan. US Airways Shuttle cung cấp dịch vụ vận chuyển hàng không gần như hàng giờ đến sân bay LaGuardia ở Thành phố New York và sân bay quốc tế Logan ở Boston, Massachusetts. Delta Shuttle của Delta Air Lines cũng cung cấp dịch vụ vận chuyển hàng không gần như hàng giờ đến sân bay LaGuardia.
Reagan Quốc chỉ cung cấp các cơ sở di trú Hoa Kỳ và hải quan cho giao thông máy bay doanh nghiệp, chuyến bay quốc tế chỉ được phép hạ cánh tại DCA là những người từ sân bay với Hải quan và Bảo vệ Biên giới preclearance, trong đó bao gồm các sân bay quốc tế ở Bahamas, Bermuda, cũng như một số chủ yếu ở Canada sân bay. Đối với tất cả các chuyến bay chở khách quốc tế khác, những người trong khu vực thủ đô Washington có thể sử dụng Dulles Sân bay quốc tế phía tây của sân bay quốc tế thành phố và Baltimore-Washington về phía đông bắc thành phố.